# Гуардия Ломбарди
Гуа̀рдия Ломба̀рди (на италиански: Guardia Lombardi) е село и община в Южна Италия, провинция Авелино, регион Кампания. Разположено е на 998 m надморска височина. Населението на общината е 1814 души (към 2010 г.).